# Topîlivka, Ciîhîrîn
Topîlivka (în ucraineană Топилівка) este o comună în raionul Ciîhîrîn, regiunea Cerkasî, Ucraina, formată numai din satul de reședință.

## Demografie
Componența lingvistică a comunei Topîlivka
     Ucraineană (98,38%)
     Rusă (1,17%)
     Alte limbi (0,36%)
Conform recensământului din 2001, majoritatea populației comunei Topîlivka era vorbitoare de ucraineană (98,38%), existând în minoritate și vorbitori de rusă (1,17%).